# آشاغی کورودره (امیرداغ)
آشاغی کورودره (به ترکی استانبولی: Aşağıkurudere) یک منطقهٔ مسکونی در ترکیه است که در امیرداغ واقع شده‌است.